# كيني روبرتسون
كيني روبرتسون (بالإنجليزية: Kenny Robertson) هو فنان قتال مختلط أمريكي، ولد في 14 فبراير 1984 في إيست بيوريا في الولايات المتحدة.

## وصلات خارجية
- كيني روبرتسون على موقع يو إف سي (الإنجليزية)
- كيني روبرتسون على موقع بيلاتور (الإنجليزية)
- كيني روبرتسون على موقع شيردوغ (الإنجليزية)
- كيني روبرتسون على موقع Tapology.com (الإنجليزية)
- كيني روبرتسون على موقع IMDb (الإنجليزية)